# Bahiamiervogel
De bahiamiervogel (Rhopornis ardesiacus) is een zangvogel uit de familie Thamnophilidae (miervogels). Het is een bedreigde, endemische vogelsoort uit Brazilië.

## Kenmerken
De vogel is 19 cm lang, het is een relatief grote miervogel. Het mannetje is askleurig grijs van boven en bleekgrijs van onder en heeft een driehoekige zwarte vlek op de keel, een lange donkere bijna zwarte staart en vleugels met smalle, witte vleugelstrepen en een zwartachtige, lange snavel. Het vrouwtje verschilt weinig in verenkleed, maar is iets doffer gekleurd met een roodbruin voorhoofd, kruin en nek en wit op de keel.

## Verspreiding en leefgebied
Deze soort is endemisch in Brazilië, in het zuidoostelijk deel van de deelstaat Bahia en noordoostelijk van de deelstaat Minas Gerais. Het leefgebied is droog, half open, natuurlijk bos met een ondergroei van bromelia-achtige planten (mata-de-cipó) in heuvelland tussen de 100 en 900 m boven zeeniveau.

## Status
De bahiamiervogel heeft een beperkt verspreidingsgebied en daardoor is de kans op uitsterven aanwezig. De grootte van de populatie werd in 2016 door BirdLife International geschat op 1000 tot 2500 individuen en de populatie-aantallen nemen af door habitatverlies. Het leefgebied wordt aangetast door ontbossing waarbij natuurlijk bos wordt omgezet in gebied dat begraasd wordt door geiten en rundvee. Om deze redenen staat deze soort als bedreigd op de Rode Lijst van de IUCN.